# .45 Auto Rim

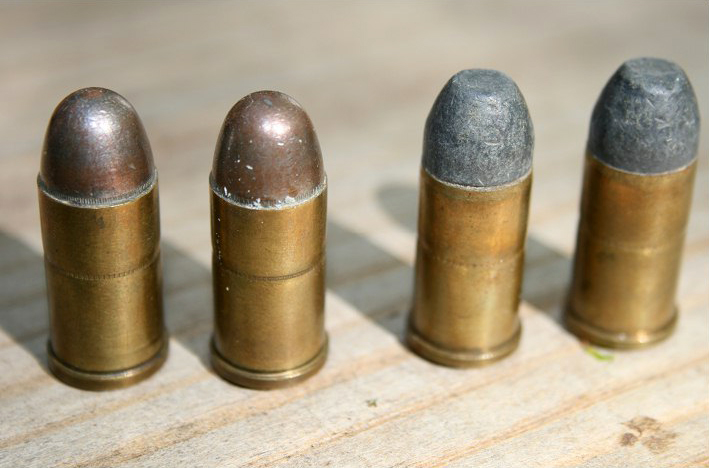
Dois "Remington UMC Auto Rim" (esquerda)
e dois "Peters Auto Rim" (direita).

O .45 Auto Rim (.45AR), também conhecido como 11.5x23R, é um cartucho de estojo com aro projetado especificamente para ser disparado em revólveres originalmente projetados para o cartucho .45 ACP.
A "Peters Cartridge Company" desenvolveu esse cartucho em 1920 para uso no M1917 Revolver. Um grande número deles ficou disponível como excedente após o final da Primeira Guerra Mundial.

## Desenvolvimento
Dois problemas relacionados ao uso da munição .45 ACP no M1917 levaram ao desenvolvimento da .45 Auto Rim. O M1917 já havia sido usado com moon clips com capacidade para três cartuchos de .45 ACP, um cartucho com estojo sem aro. Porém, se moon clips "meia Lua" ou "Lua cheia" não forem usados ao disparar um cartucho de estojo sem aro em um revólver, o extrator não vai ter onde se prender para extrair o cartucho deflagrado. Assim sendo, os estojos usados deverão ser ejetados manualmente - sacudindo o revólver e seu cilindro oscilante ou empurrando os estojos com algum tipo de haste, como um lápis por exemplo. A segunda questão dizia respeito ao espaço livre. Em cilindros de revólver não projetados para permitir que o .45 ACP se encaixe adequadamente, como nos Colt M1917 de produção inicial, os cartuchos podiam deslizar para a frente, impedindo-os de disparar. A adição de uma borda ao cartucho .45 ACP resolveu esses dois problemas.
As cargas oferecidas eram semelhantes às cargas militares padrão para o .45ACP, mas com balas totalmente de chumbo em vez das balas jaquetadas de metal usadas para .45 ACP. Isso foi feito para reduzir o desgaste do cano nos revólveres e rifles de estriamento raso nos quais deveriam ser usados. O cartucho .45AR é mais forte que o .45 ACP e possui uma capacidade um pouco maior, permitindo aumentos no desempenho. Ele pode oferecer desempenho semelhante ao das cargas de pressão padrão em projetos de cartuchos de revólver mais antigos e com dimensões maiores, como .45 Colt.

## Produção
O cartucho .45AR continuou sendo produzido por algum tempo pela Corbon e pela Georgia Arms. Atualmente ele tem sido oferecido pela Buffalo Bore Munition e pela Starline Brass.